# Catherine Devillers
Pour les articles homonymes, voir Devillers.
Pas d'image ? Cliquez ici

a Compétitions nationales et continentales officielles uniquement.

b Matchs officiels uniquement.
Dernière mise à jour le 8 mai 2023.
Catherine Devillers est une joueuse internationale française de rugby à XV, née le 18 avril 1970 à Nouméa (Nouvelle-Calédonie), de 1,77 m pour 64 kg, ailière au club de l'USAT XV Toulouges.

## Biographie
Catherine Devillers exerce la profession de professeur d'éducation physique à Nouméa au Collège Jean Mariotti.
Elle débuta par cinq années d'athlétisme (elle est ainsi dotée d'une très bonne pointe de vitesse), puis fit un temps des arts martiaux, avant de connaître le rugby à l'université.
En 2002, elle remporte avec l'équipe de France le premier Grand Chelem de l'histoire du rugby féminin français.
En 2006, elle fait partie de l'équipe de France disputant la Coupe du monde.
Elle a mis un terme à sa carrière de joueuse à la fin de la saison 2005-2006.

## Palmarès
- Tournoi des six nations féminin : Grand Chelem en 2002, 2004 et 2005
- Championne d'Europe FIRA (Grand Chelem) en 2004
- Championne de France en 2004 et 2005
- 3e de la Coupe du monde en 2006